# Georges Cravenne
Georges Cravenne, eig. Joseph-Raoul Cohen (Kairouan (Tunesië), 24 januari 1914 - Parijs, 10 januari 2009), was een Frans filmregisseur, reclamemaker en stichter van de Césars, de Franse filmonderscheidingen. In 2000 kreeg hij een ere-César.
Hij huwde in 1956 de Franse actrice Françoise Arnoul. Zij scheidden in 1964. Zijn tweede echtgenote, Danielle Batisse, werd in 1973 doodgeschoten op de luchthaven van Marignane, toen zij een Boeing 727 trachtte te kapen uit protest tegen de in haar ogen anti-Palestijnse film Les Aventures de Rabbi Jacob, die door Cravenne werd gepromoot.
- Bibliothèque nationale de France: cb146747363 (data)
- Gemeinsame Normdatei: 1061742733
- International Standard Name Identifier: 0000 0000 0883 8693
- Virtual International Authority File: 273248
- WorldCat: E39PBJvCThPw4PMHCMTC9hD8YP